# Grange aux dîmes (Brières-les-Scellés)

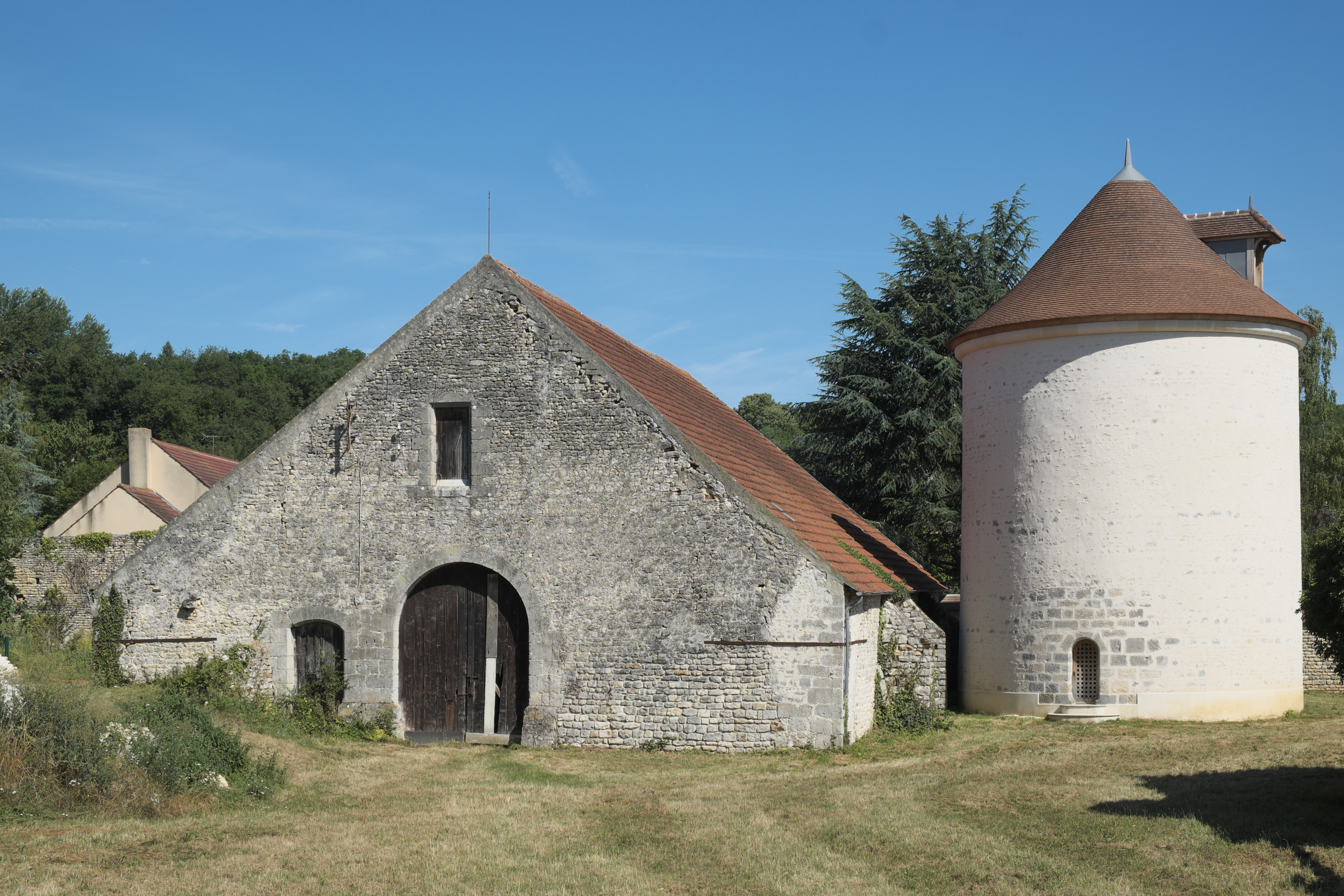
Grange aux dîmes und Taubenturm in Brières-les-Scellés

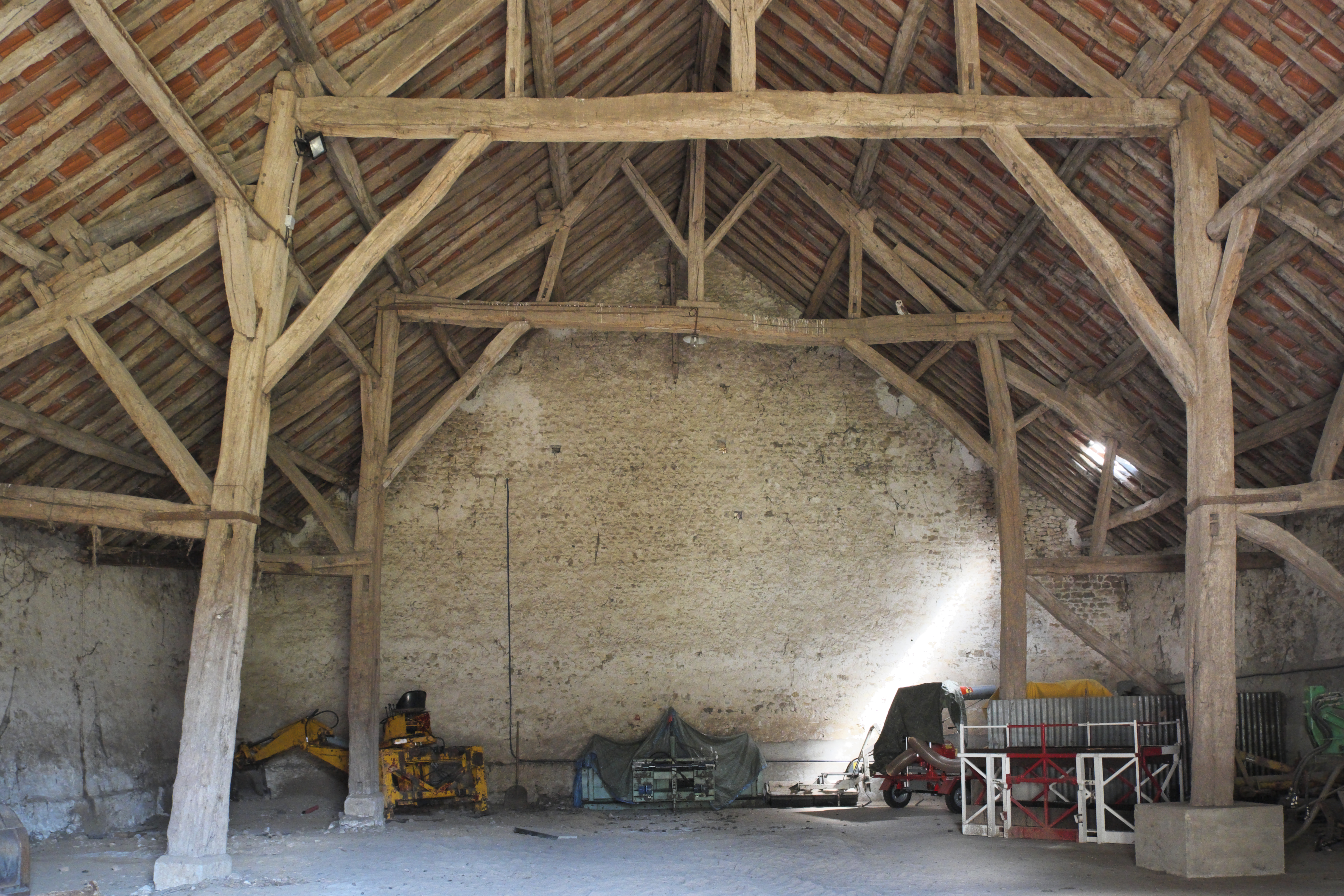
Innenansicht der Zehntscheune

Die Grange aux dîmes in Brières-les-Scellés, einer französischen Gemeinde im Département Essonne in der Region Île-de-France, wurde im 15./16. Jahrhundert errichtet. Die Zehntscheune an der Rue du Petit-Brière Nr. 45 gehört zu einem ehemaligen Manoir.
Das Herrenhaus mit Zehntscheune und Taubenturm wurde vor einigen Jahren von der Gemeinde gekauft. Das Taubenhaus wurde bereits umfassend renoviert. Die Zehntscheune, die sich leicht zur Seite gesenkt hat, soll in den nächsten Jahren originalgetreu renoviert werden.